# Joc video de rol
Jocurile video de rol (JVR) reprezintă un gen distinct în cadrul jocurilor video, caracterizat prin implicarea jucătorilor în roluri ale unor personaje fictive, plasate într-o poveste vastă și complexă. Aceste jocuri oferă jucătorilor oportunitatea de a explora lumi detaliate, de a lua decizii care influențează cursul evenimentelor și de a dezvolta abilitățile și atributele personajelor lor. JVR-urile sunt caracterizate prin  gameplay bazat pe alegerea jucătorului. Aceste jocuri pot fi jucate atât offline (single-player) cât și online (multiplayer).

## Istorie

### Originile RPG-urilor
Originile jocurilor video de rol pot fi urmărite până la jocurile de rol pe hârtie și pix, cum ar fi Dungeons & Dragons, lansat în anii 1970. Aceste jocuri au fost primele care au introdus concepte precum clase de personaje, abilități, nivele și explorarea dungeon-urilor, elemente care au fost ulterior adaptate în format digital.

### Primele RPG-uri digitale
Primul joc video de rol recunoscut pe scară largă este "Colossal Cave Adventure", lansat în 1976. În anii '80, seria "Ultima" și "Wizardry" au stabilit standardele pentru JVR, introducând elemente de explorare, poveste și dezvoltare a personajelor. Anii '90 au adus titluri influente precum "Final Fantasy" și "The Elder Scrolls", care au rafinat și extins genul, adăugând grafici îmbunătățite și povești mai elaborate.

### Evoluția și Diversificarea
Anii 1990 au văzut o diversificare semnificativă a genului RPG. Jocuri precum Final Fantasy și Chrono Trigger au introdus elemente narative complexe și grafice îmbunătățite pe consolele de jocuri, în timp ce Baldur's Gate și Fallout au oferit experiențe RPG bogate pe PC-uri. În același timp, a apărut genul MMORPG (Massively Multiplayer Online Role-Playing Game) cu titluri notabile ca Ultima Online și EverQuest.

## Caracteristici Principale

### Dezvoltarea Personajului
Un element esențial al RPG-urilor este dezvoltarea personajului. Jucătorii acumulează experiență și îmbunătățesc abilitățile și atributele personajului lor pe parcursul jocului. Aceasta se face de obicei prin îndeplinirea misiunilor, înfrângerea inamicilor și explorarea lumii jocului.

### Povestea și Narațiunea
RPG-urile sunt cunoscute pentru poveștile lor elaborate și complexitatea narativă. De multe ori, jucătorii sunt implicați în povești epice, pline de întorsături de situație, decizii morale și personaje bine dezvoltate. Alegerile făcute de jucător pot influența în mod semnificativ direcția și finalul poveștii.

### Lumea Jocului
Lumea în care are loc acțiunea este adesea vastă și detaliată, oferind jucătorilor un mediu expansiv de explorat. Aceasta poate include orașe, peisaje naturale, dungeon-uri, și multe alte locații unice. Worldbuilding-ul (construcția lumii) este esențial pentru imersiunea jucătorului.

### Mecanici de Joc
RPG-urile includ adesea mecanici de joc complexe, cum ar fi sistemele de luptă pe ture sau în timp real, gestionarea resurselor, crafting-ul (crearea de obiecte) și sistemele de economie. Aceste mecanici adaugă stratificare și profunzime gameplay-ului.

## Subgenuri

### Action RPG
Action RPG-urile combină elementele tradiționale de RPG cu acțiunea în timp real. Exemple notabile includ The Legend of Zelda și Diablo.

### Tactical RPG
Tactical RPG-urile, cum ar fi Fire Emblem și XCOM, se concentrează pe lupte strategice pe terenuri de joc asemănătoare șahului, unde poziționarea și tactica sunt cruciale.

### MMORPG
MMORPG-urile, cum ar fi World of Warcraft și Final Fantasy XIV, sunt jocuri de rol online masive, unde mii de jucători interacționează în aceeași lume persistentă.

### JRPG vs. Western RPG
JRPG-urile (Japanese Role-Playing Games) și Western RPG-urile (jocuri de rol occidentale) sunt două stiluri distincte în cadrul genului RPG. JRPG-urile, cum ar fi Final Fantasy și Persona, sunt cunoscute pentru stilul lor artistic distinctiv și narațiunile liniare. Western RPG-urile, cum ar fi The Elder Scrolls și The Witcher, tind să fie mai deschise și să ofere jucătorilor mai multă libertate în explorare și decizii.

## Tehnologie și Grafică
Evoluția tehnologiei a avut un impact semnificativ asupra RPG-urilor. De la grafica pixelată 2D a anilor '80, la grafică 3D detaliată și lumile deschise ale RPG-urilor moderne, progresele tehnologice au permis dezvoltatorilor să creeze lumi mai imersive și povești mai captivante.

### Realitatea Virtuală și Augmentată
RPG-urile în realitate virtuală (VR) și augmentată (AR) sunt încă în faze incipiente, dar oferă promisiuni uriașe pentru imersie totală. Jocuri precum The Elder Scrolls V: Skyrim VR au arătat potențialul acestei tehnologii.

### Inteligența Artificială
Inteligența artificială (IA) joacă un rol crucial în JVR-uri, controlând comportamentul NPC-urilor și adaptând dificultatea jocului în funcție de abilitățile jucătorilor. IA avansată poate crea interacțiuni mai naturale și reacții realiste ale NPC-urilor.

### Grafică și Sunet
Tehnologia grafică și sunetul au evoluat semnificativ în JVR-uri, oferind experiențe vizuale și auditive impresionante. Utilizarea tehnologiei 3D și a efectelor speciale a dus la crearea unor lumi de joc realiste și imersive.

## Impact Cultural
RPG-urile au avut un impact profund asupra culturii populare. Ele au inspirat cărți, filme și seriale TV și au fost subiectul a numeroase studii academice datorită complexității lor narative și a modului în care stimulează creativitatea și gândirea critică a jucătorilor.

### Comunitatea de Jocuri
Comunitatea de jocuri RPG este una dintre cele mai pasionate și dedicate din industria jocurilor video. Forumuri, site-uri de wiki, și convenții dedicate sunt comune, iar jucătorii investesc adesea zeci sau chiar sute de ore în jocurile lor preferate.

### Influența în Alte Medii
Succesul JVR-urilor a influențat și alte medii de divertisment. Multe jocuri de rol populare au fost adaptate în cărți, filme și seriale. De exemplu, seria "The Witcher", bazată pe romanele lui Andrzej Sapkowski, a devenit un joc de rol de succes, urmat de o adaptare într-un serial de televiziune apreciat.

### Educație și Terapie
JVR-urile sunt utilizate și în scopuri educaționale și terapeutice. Aceste jocuri pot dezvolta abilități cognitive, precum rezolvarea problemelor și gândirea strategică. De asemenea, sunt folosite în terapie pentru a ajuta persoanele cu diverse probleme psihologice să-și dezvolte abilități sociale și să-și îmbunătățească starea de bine.

## Concluzie
Jocurile video de rol reprezintă unul dintre cele mai influente și longevive genuri din industria jocurilor video. Cu o istorie bogată, o diversitate de subgenuri și o capacitate remarcabilă de a spune povești captivante, RPG-urile continuă să evolueze și să captiveze imaginația jucătorilor din întreaga lume. Pe măsură ce tehnologia avansează, posibilitățile pentru viitorul RPG-urilor sunt practic nelimitate, promițând experiențe și mai imersive și captivante.